# 日本電気技術規格委員会規格
日本電気技術規格委員会規格（にほんでんきぎじゅつきかくいいんかいきかく）とは、日本電気技術規格委員会により制定された民間規格である。JESC（じぇすく）ともいう。
技術基準の解釈等への引用規格（引用JESC）と、その他の民間自主規格に、大きく分けられる。分野別に、水力設備 (H)、電気設備 (E)、火力設備 (T)、風力設備 (V)、溶接 (W)、その他 (Z) の記号がつけられている。

## 引用規格
これらは引用されて、電気事業法の審査基準又は技術基準の解釈の一部をなすため、日本電気技術規格委員会のサイトから閲覧できる。

### 水力設備
- JESC H2001(2007)  洪水吐きゲートの扉体材料の許容応力度
- JESC H2002(2007)  水路に使用する鋼材の許容応力
- JESC H3001(2007)  水門扉の扉体に使用する材料
- JESC H3002(2000)  950N/mm2級高張力鋼材（ＨＴ１００）及びその許容応力
- JESC H3003(2007)  水路に使用する鋼材
- JESC H3004(2012)  水路に使用する樹脂管（一般市販管）及びその許容応力

### 電気設備
- JESC E2001(1998) (2015年確認） 支持物の基礎自重の取り扱い
- JESC E2002(1998) (2015年確認） 特別高圧架空電線と支持物等との離隔の決定
- JESC E2003(1998) (2012年確認） 特別高圧架空電線路に使用する鉄塔の径間制限
- JESC E2004(2002) 低高圧架空電線の種類
- JESC E2005(2005) 低圧引込線と他物との離隔距離の特例
- JESC E2006(1998) 低高圧架空引込線と植物との離隔距離
- JESC E2007(2014) (第2回改定)  35kV以下の特別高圧用機械器具の施設の特例
- JESC E2008(2014)（第2回改定） 35kV以下の特別高圧地上電線路の臨時施設
- JESC E2009(1999) (2012年確認） 地中電線と地中弱電流電線等を直接屋内に引込む場合の相互の離隔距離
- JESC E2010(2000)（2012年確認） 特別高圧架空電線路を市街地等に施設する場合の施設要件
- JESC E2011(2014)（第1回改定） 35kV以下の特別高圧電線路の人が常時通行するトンネル内の施設
- JESC E2012(2013)（第1回改定） 170kVを超える特別高圧架空電線に関する離隔距離
- JESC E2013(2004) (2012年確認） 電線の安全率算定に適用する風圧荷重
- JESC E2014(2004) (2015年確認） 特別高圧電線路のその他のトンネル内の施設
- JESC E2015(2005) 低圧又は高圧の地中電線と地中弱電流電線等との地中箱内における離隔距離
- JESC E2016(2006)（2012年確認） 橋又は電線路専用橋等に施設する電線路の離隔要件
- JESC E2017(2014)（第2回改定） 免震建築物における特別高圧電線路の施設
- JESC E2018(2015) 高圧架空電線路に施設する避雷器の接地工事
- JESC E2019(2015) 高圧ケーブルの遮へい層による高圧用の機械器具の金属製外箱等の連接接地
- JESC E2020(2010) 耐摩耗性を有する『ケーブル用防護具』の構造及び試験方法
- JESC E2021(2010) 臨時電線路に適用する防護具及び離隔距離
- JESC E3001(2000) (2016年確認） フライダクトのダクト材料
- JESC E3002(2001) (2016年確認） 鉄塔用６９０N/mm2高張力山形鋼の架空電線路の支持物の構成材への適用
- JESC E3003(2012) 架空電線路の支持物に施設する支線へのワイヤロープの適用
- JESC E6001(2011）（2016年確認） バスダクト工事による低圧屋上電線路の施設
- JESC E6002(2011)（2016年確認） バスダクト工事による３００Ｖを超える低圧屋側配線又は屋外配線の施設
- JESC E6003(2000)（2011年確認） 興行場に施設する使用電圧が300Vを超える低圧の舞台機構設備の配線
- JESC E6003(2016) 興行場に施設する使用電圧が300Vを超える低圧の舞台機構設備の配線
- JESC E6004(2001)（2016年確認） コンクリート直天井面における平形保護層工事
- JESC E6005(2003)（2016年確認） 石膏ボード等の天井面・壁面における平形保護層工事
- JESC E6006(2004) (2012年確認） 地中電線用管路の接地に関する取り扱い
- JESC E7001(2015) 電路の絶縁耐力の確認方法
- JESC E7002(2015) 電気機械器具の熱的強度の確認方法
- JESC E7003(2005)（2016年確認） 地中電線を収める管又はトラフの「自消性ある難燃性」試験方法

### 火力設備・溶接
- JESC T/W0005(2012) 発電用火力設備規格 基本規定（2012年版）及び事例規格
- JESC T/W0005(2012) 追補版(2015) 発電用火力設備規格 基本規定（2012年版 2015年追補）
- JESC T/W0006(2009) 発電用火力設備規格 火力設備配管減肉管理技術規格（2009年版）

### 旧JESC規格
旧規格本文は委員会のサイトからPDFで提供される。
- JESC E2004(1998) 低高圧架空電線の種類
- JESC E2005(1998) 低圧引込線と他物との離隔距離の特例
- JESC E2005(2002) 低圧引込線と他物との離隔距離の特例
- JESC E2007(1999) 35kV以下の特別高圧用機械器具の施設の特例
- JESC E2007(2002) 35kV以下の特別高圧用機械器具の施設の特例
- JESC E2008(1999) 35kV以下の特別高圧電線路の臨時施設
- JESC E2008(2002) 35kV以下の特別高圧電線路の臨時施設
- JESC E2011(2002) 35kV以下の特別高圧電線路の人が常時通行するトンネル内の施設
- JESC E2017(2008) 免震建築物における特別高圧電線路の施設
- JESC E2018(2008) 高圧架空電線路に施設する避雷器の接地工事
- JESC E2019(2009) 高圧ケーブルの遮へい層による高圧用の機械器具の鉄台及び外箱の連接接地
- JESC E7001(2010) 電路の絶縁耐力の確認方法
- JESC E7002(2010) 電気機械器具の熱的強度の確認方法
- JESC H2001(1997) 洪水吐きゲートの扉体材料の許容応力度

## 民間自主規格
最新のリストについては日本電気技術規格委員会のページを参照されたい。
- JEAC - 日本電気協会電気技術規程
- JEAG - 日本電気協会電気技術指針
- IEIEJ-G - 電気設備学会指針
- IEIEJ-P - 電気設備学会規格
- JSME - 日本機械学会基準
- JAPEIC - 発電設備技術検査協会（日本電気技術規格委員会の溶接専門部会事務局として、火力発電の溶接関係の規格基準策定業務に貢献）

### 水力設備
- JESC H0001(2000) 950N/mm2級高張力鋼材（ＨＴ１００）の水圧鉄管適用への技術指針（水門鉄管協会規格）
- JESC H0002(2016）水力発電設備の樹脂管（一般市販管）技術規程〔第1回改定〕

### 電気設備
- JESC E0001(1998)  変電所等における電気設備の耐震設計指針
- JESC E0002(2014)  劇場等演出空間電気設備指針
- JESC E0003(2012)  発変電規程〔第2回改定〕
- JESC E0003(2012)追補版(2015)  発変電規程〔2015年追補版〕
- JESC E0004(2012)  配電規程（低圧及び高圧）〔第2回改定〕
- JESC E0004(2012)追補版(2015)  配電規程（低圧及び高圧）〔2015年追補版〕
- JESC E0005(2016)  内線規程〔第2回改定〕
- JESC E0005(2011)追補版(2015)  内線規程〔2015年追補版〕
- JESC E0005(2011)追補版(2016)  内線規程〔2016年追補版〕
- JESC E0006(2013)  地中送電規程
- JESC E0006(2013)追補版(2015)  地中送電規程〔2015年追補版〕
- JESC E0007(2014)  電力貯蔵用電池規程〔第4回改定〕
- JESC E0008(2013)  架空送電規程
- JESC E0009(2013)  電力保安通信規程[第1回改定]
- JESC E0010(2013)  22（33）kV配電規程[第2回改定]
- JESC E0010(2013)追補版(2015)  22（33）kV配電規程〔2015年追補版〕
- JESC E0011(2001)  コンクリート直天井面におけるテープケーブル工事の設計・施工指針
- JESC E0012(2014)  変電所等における防火対策指針[第1回改定]
- JESC E0013(2014)  高圧受電設備規程〔第2回改定〕
- JESC E0014(2003)  住宅用フラットケーブル工事の設計・施工指針
- JESC E0015(2004)  IEC60364 建築電気設備 設計・施工ガイド
- JESC E0016(2005)  発変電所等における騒音振動防止対策指針
- JESC E0017(2005)  配線用合成樹脂結束帯
- JESC E0018(2005)  配線用合成樹脂結束帯の施工方法
- JESC E0019(2016)  系統連系規程[第4回改定]
- JESC E0020(2006)  演出空間仮設電気設備指針
- JESC E0021(2013)  自家用電気工作物保安管理規程[第1回改定]）
- JESC E0022(2013)  電気自動車への充電用電気設備の設計・施行ガイド

### 火力設備
- JESC T0001(2014)  火力発電所の耐震設計規程〔第５回改定〕
- JESC T0002(2016)  発電用ボイラー規程〔第7回改定〕
- JESC T0003(2015)  発電用蒸気タービン規程〔第3回改定〕
- JESC T0004(2013)  発電用ガスタービン規程〔第２回改定〕
- JESC T0005(2002)(火技省令第51号への適合性承認） 発電用火力設備規格

### 風力設備
- JESC V0001(2011) 風力発電規程〔第２回改定〕

### 溶接
- JESC W0001(2001)  電気工作物の溶接の技術規格〔第１回改定(第６章追補)〕

### その他
- JESC Z0001(2001)  分散型電源系統連系技術指針（2006年に改定；JESC E0019(2006）系統連系規程に番号/名称変更。JESCE0019を参照）
- JESC Z0002(2013)  高調波抑制対策技術指針
- JESC Z0003(2016)  スマートメーターシステムセキュリティガイドライン
- JESC Z0004(2016)  電力制御システムセキュリティガイドライン

## 注・出典
1. ↑  日本電気技術規格委員会 (2013年3月2日). “Webサイトトップ”. 2016年12月19日閲覧。
2. ↑  日本電気技術規格委員会 (2013年3月2日). “技術基準の解釈等への引用規格”. JESC承認規格. 2016年12月19日閲覧。
3. ↑  日本電気技術規格委員会 (2013年3月2日). “民間自主規格一覧”. JESC承認規格. 2016年12月19日閲覧。
4. 1 2  日本電気協会WebサイトJEAC・JEAG(2016年12月現在)
5. 1 2  電気設備学会Webサイト学会規格(2013年9月11日現在)
6. ↑  日本機械学会Webサイト学会基準(2010年4月1日現在)